# Politische Theologie
Der Begriff Politische Theologie bezeichnet im Allgemeinen theologisches oder politisches Denken, das die Bedeutung der Theologie oder des Politischen im Bereich des jeweils anderen thematisiert.
Der Begriff erfuhr im Laufe der Zeit zahlreiche Um- und Neudeutungen: So kann Politische Theologie einerseits beispielsweise für bestimmte religiös motivierte Staatsverständnisse, andererseits aber auch für herrschafts- und gesellschaftskritische Theologien stehen und ist somit „modernen“ wie „vormodernen“, „linken“ wie „rechten“ Deutungen offen. Im akademischen Bereich kann Politische Theologie als Teildisziplin sowohl der Praktischen Theologie als auch der Politischen Philosophie betrachtet werden.

## Ursprünge des Begriffs

### theologia civilis
Der Begriff der Politischen Theologie geht auf den römischen Gelehrten Varro zurück. Dieser grenzte mit dem Begriff „theologia civilis“ die den Kaiserkult legitimierende „bürgerliche Theologie“ von der „mythischen Theologie“ („theologia mythica“) und der „natürlichen Theologie“ („theologia naturalis“) ab. In der Übersetzung wurde der Begriff „theologia civilis“ im deutschen Sprachraum in der Regel als „Politische Theologie“ wiedergegeben. Es handelt sich aus heutiger Sicht dabei eher um für politische Zwecke benutzte „Mythologie“ bzw. – praktisch ausgeübt – um „politischen Mythos“ (Ernst Cassirer), um „politische Religion“ (Eric Voegelin).
Im Mittelalter und in der Neuzeit wurde versucht, diese „theologia civilis“ wiederzubeleben. In diesem Zusammenhang wird heute von der „Politischen Theologie“ bestimmter mittelalterlicher und neuzeitlicher Autoren gesprochen, meist in Abgrenzung zum Begriff „Politische Philosophie“. Insgesamt handelt es sich aber bei den genannten Erscheinungsformen in der Regel nicht um Theologie im eigentlichen Sinne, sondern um die Benutzung theologischer Gehalte zur Begründung und Legitimierung politischen Verhaltens.

### Politische Theologie nach Carl Schmitt
Der neuzeitliche Gebrauch des Begriffs Politische Theologie wurde von dem Staatsrechtler Carl Schmitt in seinen Büchern Römischer Katholizismus und politische Form (1923) sowie Politische Theologie (1922/1970) geprägt. Er verarbeitete darin (beschreibend, aber auch polemisch) die theologiegeschichtliche Entwicklung der Neuzeit im Blick auf politische, staatliche und staatskirchenrechtliche Fragestellungen. Geleitet von der Philosophie der Scholastik und von Hegel orientierte er sich an den Autoren der katholischen Restauration (z. B. Donoso Cortés). Er kritisierte aus diesem Verständnis heraus die politische Verfassung der Weimarer Republik. Gemeinsam mit dem Kirchenrechtler Hans Barion und dem Theologen Karl Eschweiler bildete er die erste Richtung „politischer Theologie“, die sich innerkirchlich schließlich gegen das II. Vatikanische Konzil (als zu progressiv) wandte.
Weitere Beispiele für eine „rechtslastige“ Modernität politischer Theologie waren die Action Française (Frankreich), im Nationalsozialismus die Bewegung Deutsche Christen und in Spanien bestimmte Bestrebungen, das Staatskirchentum unter Franco für zukunftsweisend zu erachten.
Erik Peterson erklärte in den 1930er-Jahren die antike „politische Theologie“ mit dem Christentum für im Grunde erledigt, und gleichzeitig alle seitherigen und zeitgenössischen Versuche, diese wiederzubeleben (einschließlich der Carl Schmitts).

## Offenbarung und Vernunft bei Leo Strauss
Im Vorwort zur deutschen Ausgabe seines Buches Hobbes’ politische Wissenschaft (1936, deutsch 1965) umriss der deutsch-amerikanische Philosoph Leo Strauss die Frage, „inwieweit die Kritik an der orthodoxen – jüdischen und christlichen – Theologie siegreich zu sein verdiene.“ Strauss benennt einen Konflikt zwischen Philosophie und Offenbarung einerseits, und den von Philosophie und Politik andererseits. Beide Konflikte kamen zu Beginn der Neuzeit zum offenen Ausbruch.
Für Strauss war die göttliche (jüdische, christliche) Offenbarung die größte Herausforderung für die Philosophie. Denn wenn es die eine göttliche, also absolute Wahrheit gebe, sei das menschliche Bemühen um eine eigene philosophische oder politische Wahrheit gegenüber der Offenbarung zweitrangig, eventuell sogar sinnlos. Damit stehe die Philosophie vor der Frage, ob die Wahrheit nicht grundsätzlich verfehlt werde, wenn sie vom Menschen selbstständig gesucht wird. Ob nicht die offenbarte Wahrheit nur gläubig hingenommen werden könne. Praktisch stehe die Philosophie vor der Frage, ob kritisch-autonomes Denken – das Lebenselixier philosophischer Wahrheitssuche – nicht zu verwerfen sei (vgl. Kierkegaard). Strauss verweist auf den aus der Geistesgeschichte bekannten Gegensatz von „Athen“ und „Jerusalem“ zur Veranschaulichung des grundsätzlichen Unterschieds zwischen selbstbestimmtem philosophischem Leben ohne eine transzendente Autorität und andererseits einem Leben im Sinne des Offenbarungsglaubens.
Zum Konflikt zwischen Offenbarung und Philosophie kommt der zwischen Philosophie und Politik hinzu, der geschichtlich wirksamer als jener war, weil er den realen wie geistigen Umbruch am Beginn der Neuzeit prägte: Religion (welcher Konfession auch immer) bestimmte damals handfest das zeitgenössische Geschehen. Sowohl in Absetzung von der scholastischen dogmatischen Philosophie wie von den egoistisch geführten Glaubenskriegen entstand in der neuzeitlichen ethischen Philosophie erneut die Frage nach dem richtigen Leben sowie der Versuch einer Ableitung gerechter Gesellschaft aus der Natur und dem Wesen des Menschen (Bodin, Machiavelli, Grotius, Hobbes, Pufendorf, Locke, Rousseau, Kant), einschließlich der Benennung der Menschenrechte. Die Begründung von Ethik und Politik wird säkularisiert und autonom, auch wenn sich noch lange theologisch-religiöse Elemente und Spuren erhalten.
Selber räumt Strauss der Religion Wichtigkeit nur im pragmatischen Sinne ein, indem sie in der säkularisierten neuzeitlichen Gesellschaft Orientierung bieten und somit auch zur politischen Ordnung beitragen könne. Diese Funktion von Religion dürfe aber nicht nur rein funktional (Ludwig Feuerbach: Gott ist die Projektion des Mensch-Wesens ins Jenseits; Karl Marx: „Das religiöse Elend ist in einem der Ausdruck des wirklichen Elendes und in einem die Protestation gegen das wirkliche Elend. Die Religion ist der Seufzer der bedrängten Kreatur, das Gemüt einer herzlosen Welt, wie sie der Geist geistloser Zustände ist. Sie ist das Opium des Volkes.“ (MEW 1,378) ) verstanden werden, sondern müsse als substantiell und eigenständig wahrgenommen werden.
Daneben sei die Frage nach dem richtigen Leben auch zutiefst politisch: Durch die philosophische Radikalität, mit der sie gedacht werden müsse, sei Philosophie gegenüber allen konkreten und vorfindbaren Lebensformen und politischen Ordnungen politisch subversiv. Die politische Philosophie habe sich allerdings auf sich selbst zu beschränken und müsse sich ihrer zersetzenden Wirkungen in Bezug auf die Religionen bewusst sein.

## Neuere Entwicklungen

### Romano Guardini
Der Religionsphilosoph Romano Guardini versuchte, zwischen „alter“ und „neuer“ Politischer Theologie zu vermitteln und weitergehend zu diesen hegelianisch geprägten Politischen Theologien eine alternative politische Theologie zu entwickeln. Kern ist dabei die erstmals 1925 veröffentlichte Gegensatzlehre, die statt der hegelianischen Dialektik von Widersprüchen (These-Antithese), die sich in Synthesen hinein auflösen, echte Widersprüche von polaren Gegensätzen streng unterscheidet und letztere im Sinne einer personalistischen Dialogphilosophie als lebendig-konkrete Spannungseinheit darstellt. In diesem Sinne ist sein Ansatz als Politische Theologie des „Menschlich-Unerlässlichen im Neuen“ zu verstehen.

### „Neue“ Politische Theologie: Johann Baptist Metz
Gegen die aus seiner Sicht „alte“ Politische Theologie wendet sich der Theologe Johann Baptist Metz nach dem Zweiten Weltkrieg mit der von ihm selbst so benannten „neuen“ Politischen Theologie. Er knüpft an die Vertreter des Katholischen Sozialismus (bspw. Heinrich Mertens, Walter Dirks, Ernst Michel) an, bei denen die „neue“ Politische Theologie bereits grundgelegt ist. Metz selbst und seine Schüler sprechen im Blick auf ihre Politische Theologie von einer Neuschöpfung des Begriffs, da es ihnen um eine „theologische Politische Theologie“ (T. R. Peters) gehe. Tatsächlich neu ist, dass Metz, beeinflusst von der Frankfurter Schule, insbesondere von Walter Benjamin und Theodor W. Adorno, seine politische Theologie als eine Theologie „nach Auschwitz“ entwickelt hat. Hier einzuordnen ist auch die Theologie Jürgen Moltmanns, der von einer Theologie der Hoffnung (u. a. in der Auseinandersetzung mit Ernst Bloch) her denkt.
Weitere Beispiele für politische Theologie, die Metz nennt, sind etwa die Ideen der „Friedenspriester“ in den Ostblockstaaten und die Befreiungstheologie.
Hans Maier dehnte die „Erledigungsthese“ nach dem Zweiten Vatikanischen Konzil auf die „neue“ Politische Theologie um Johann Baptist Metz aus.
Eine wissenschaftstheoretische Grundlegung der politischen Theologie liefert im Anschluss an und in Auseinandersetzung mit der Theorie des kommunikativen Handelns von Jürgen Habermas der Fundamentaltheologe und Pädagoge Helmut Peukert. Diese kommunikative politische Theologie wird von Edmund Arens weitergeführt.
Die Auseinandersetzung zwischen der alten und der neuen politischen Theologie versucht Jürgen Manemann weiterzuentwickeln. Dazu greift er auf den prophetischen Pragmatismus des Theologen und Philosophen Cornel West zurück. Hieraus ergibt sich für Manemann die Notwendigkeit, eine christliche Politikethik auszuarbeiten, deren Programmwort „Empowerment“ lautet. Die Neue Politische Theologie müsse vor allem angesichts der ökologischen, klimatischen und Demokratiekrise das Christentum neu als revolutionäres Christentum verstehen.

### Befreiungstheologie
Die Befreiungstheologie ist eine Spielart der katholischen Theologie und entstand in den 1960er-Jahren in Lateinamerika in Auseinandersetzung mit den dortigen gesellschaftlichen und politischen Verhältnissen. Sie versteht sich als „Stimme der Armen“ und will zu ihrer Befreiung aus Ausbeutung, Entrechtung und Unterdrückung beitragen. Aus der Situation sozial deklassierter Bevölkerungsteile heraus interpretiert sie die biblische Tradition als Impuls für umfassende Gesellschaftskritik. Dabei bezieht sie sich auf eine eigenständige Analyse der politischen und wirtschaftlichen Abhängigkeiten und steht ein für eine basisdemokratische und tendenziell sozialistische Gesellschaftsordnung. Aus diesem Anspruch heraus ergaben sich zwangsläufig erhebliche Konflikte einerseits mit der Kirchenhierarchie, die häufig in Disziplinarmaßnahmen gegen einzelne Geistliche mündete, und andererseits insbesondere mit den oligarchischen und diktatorischen Regimen, die damals in Südamerika vorherrschten. Zahlreiche Befreiungstheologen kostete dies das Leben, da sie sich als Konsequenz ihrer Überzeugungen offen gegen die Unterdrückung stellten. Das bekannteste Opfer ist Óscar Romero, der 1980 ermordete Erzbischof von El Salvador.

### Kritischer Rationalismus
Aus wissenschaftstheoretischer Sicht griff in den 1970er-Jahren der deutsche Kritische Rationalismus (Hans Albert) in die Diskussion ein, der sich dabei formal auf die Seite der Erledigungsthese schlug, dabei aber aus agnostischen bis atheistischen Motiven die theologische Erledigungsthese selbst „miterledigte“. Demnach duldet die „Offene Gesellschaft“ keine Inspiration aus religiöser Richtung. Der kritische Rationalismus verwirft jedes religiöse Vorverständnis. Eine ähnliche Position vertritt der nicht dem kritischen Rationalismus zuzuordnende Hans Blumenberg.
Auch den Anspruch des Katholizismus, sichtbar im Papsttum, „über der Politik“ zu stehen, verwirft der kritische Rationalismus als indiskutabel.

### Ernst-Wolfgang Böckenförde
Die Frage nach dem eigentlichen Ort einer neuzeitlichen Politischen Theologie wurde durch Ernst-Wolfgang Böckenförde erneut gestellt, als er von den Voraussetzungen des Staates sprach, die er selbst nicht herstellen bzw. gewährleisten kann (sog. Böckenförde-Diktum). Diese Voraussetzungen seien faktisch auch religiös bedingt. So verstanden ist die eigentliche Aufgabe Politischer Theologie, die Voraussetzungen der Politik einer theologischen Reflexion und Kritik zu unterziehen. Dabei sollen theologische Gehalte nicht zur Legitimierung von politischen Zuständen – sei es des Status quo, sei es von „konservativen“ bzw. „progressiven“ Revolutionen – dienen.
In seiner ersten Enzyklika (Nr. 26 ff.) fordert Papst Benedikt XVI., dass die christlichen Kirchen sich in einen Dialog mit dem jeweiligen Gegenüber in Politik und Gesellschaft begeben sollen, um die Herausforderungen der Weltpolitik angehen zu können.
Manche Theologen fordern, den Anwendungsbereich eigentlich „politischer“ Theologie darauf zu beschränken, dass die Theologie als Wissenschaft sich ihrer Situation innerhalb der politischen Diskussion selbstkritisch bewusst ist. Politische Wirkung wird zunehmend als Aufgabe angesehen, die von „Laien“ (im Sinne von nicht theologisch „studierten“ Gläubigen) in ihren Lebensbereichen zu leisten ist. Jede unmittelbare Übersetzung von theologischen Forschungsergebnissen und Lehrsystemen in (an die Politik adressierte) Forderungen setze sich, ob nun „links“ oder „rechts“ positioniert, dem Verdacht aus, Religion durch Politik ersetzen zu wollen.

### Politische Theologie in der Ostkirche
Die Politische Theologie beeinflusste auch die Ostkirche. Der Sozialphilosoph Christos Yannaras trat 1976, nach dem Ende der griechischen Diktatur, mit einer eigenen Politischen Theologie hervor. Darin wird die neue Politische Theologie der Befreiung rezipiert, um so vom Westen und seiner Spaltung in links und rechts Distanz zu gewinnen.
Neuerdings ist es gerade die alte Politische Theologie von Donoso Cortés und Carl Schmitt, von der man sich eine Klärung der Situation verspricht, in welche die orthodoxe Kirche im europäischen Einungsprozess geraten ist. So interpretiert Dimitrios Kisoudis den ostkirchlichen Begriff der Ikone in seinem anthropologischen Widerspruch zu jedem Verfassungs-Nomismus. In der Ostkirche brauche eine Politische Theologie dem Kirchenvolk nicht erst nahegelegt zu werden, da sie meist aus der Verbindung von Staats- und Kirchenvolk hervorgehe.

### Überblicksdarstellungen
- Armin Adam: Politische Theologie. Eine kleine Geschichte. Pano, Zürich 2006.
- Peter Scott, William T. Cavanaugh (Hrsg.): The Blackwell Companion to Political Theology. Malden (USA), 2004, ISBN 0-631-22342-8
- Jacob Taubes (Hrsg.): Religionstheorie und Politische Theologie. 3 Bände. 1983–1987, München, Fink und Schöningh, München / Paderborn / Wien / Zürich 1983–1987, DNB 551018232.

### Einzelne Aspekte
- Edmund Arens, Ottmar John, Peter Rottländer: Erinnerung, Befreiung, Solidarität. Benjamin, Marcuse, Habermas und die politische Theologie. Düsseldorf 1991.
- Jan Assmann: Herrschaft und Heil. Hanser, München 2000.
- Claus-Ekkehard Bärsch, Peter Berghoff, Reinhard Sonnenschmidt: Wer Religion verkennt, erkennt Politik nicht. Perspektiven der Religionspolitologie, Würzburg 2005, ISBN 978-3-8260-2843-4
- Simon Bellmann: Politische Theologie im frühen Judentum. Eine Analyse der fünf Versionen des Estherbuches. BZAW 525, De Gruyter, Berlin 2020, ISBN 978-3-11-067446-0.
- Georg Essen: Fragile Souveränität. Eine Politische Theologie der Freiheit. Mohr-Siebeck, Tübingen 2024, ISBN 978-3-16-162517-6 (Untersuchungen über Recht und Religion, 5)
- Alexander Filipović, Konstantin Lindner, Hanspeter Schmitt: Theologie in Politik und Gesellschaft. Lit, Münster / Berlin / Hamburg u. a. 2006, ISBN 3-8258-9934-9 (Bamberger Theologisches Forum, 10)
- Jochen Hörisch: Politische Theologie. In: Hörisch: Theorie-Apotheke: Eine Handreichung zu den humanwissenschaftlichen Theorien der letzten fünfzig Jahre, einschließlich ihrer Risiken und Nebenwirkungen, Eichborn, Frankfurt 2005, ISBN 978-3-8218-4470-1.
- Lorenz Jäger: Unterschied. Widerspruch. Krieg. Zur politischen Theologie jüdischer Intellektueller. Karolinger Verlag, Wien 2013, ISBN 978-3-85418-152-1.
- Clemens Kauffmann: Leo Strauss zur Einführung. Junius, Hamburg 1997.
- Dimitrios Kisoudis: Politische Theologie in der griechisch-orthodoxen Kirche. Marburg 2007, ISBN 978-3-939346-02-9
- Ansgar Kreutzer: Politische Theologie für heute. Aktualisierungen und Konkretionen eines theologischen Programms, Herder Verlag, Freiburg 2017, ISBN 978-3-451-34909-6
- Peter Cornelius Mayer-Tasch: Von Glanz und Elend der Gnade. Ein Beitrag zur Politischen Theologie. Friedrich Pustet, Regensburg 2023, ISBN 978-3-7917-3395-1.
- Thomas Marschler: Kirchenrecht im Bannkreis Carl Schmitts. Hans Barion vor und nach 1945. Bonn 2004, ISBN 3-936741-21-2
- Gottlieb Matejka: Zur Weltsituation der politischen Theologie mit besonderer Berücksichtigung von Leonardo Boff und Gustavo Gutiérrez. Diss., Universität Wien 1986.
- Heinrich Meier: Was ist Politische Theologie? Carl Friedrich von Siemens Stiftung 2006, ISBN 3-938593-03-2
- Johann Baptist Metz: Zur Theologie der Welt. Mainz 1973(Topos-TB), ISBN 3-7867-0411-2
- Johann Baptist Metz: Zum Begriff der neuen Politischen Theologie. 1967–1997. Mainz 1997, ISBN 3-7867-2029-0
- Jürgen Moltmann: Theologie der Hoffnung. Chr. Kaiser Verl., München 1966, 6., durchges. Aufl.
- Jürgen Moltmann: Mensch. Stuttgart,  Kreuzverlag, 2009, Neuausg.
- Michaela Neulinger: Zwischen Dolorismus und Perfektionismus. Konturen einer politischen Theologie der Verwundbarkeit. Schöningh, Paderborn 2018, ISBN 978-3-506-79230-3
- Wolfgang Palaver, Andreas Oberprantacher, Dietmar Regensburger (Hrsg.): Politische Philosophie versus Politische Theologie? Die Frage der Gewalt im Spannungsfeld von Politik und Religion. Innsbruck University Press, Innsbruck 2011, ISBN 978-3-902811-12-7 pdf-file
- Helmut Peukert: Wissenschaftstheorie, Handlungstheorie, Fundamentale Theologie. Analysen zu Ansatz und Status theologischer Theoriebildung. Düsseldorf 1976, Frankfurt a. M. 1978 (stw 231), Neuauflage mit einem neuen Nachwort, Frankfurt a. M. 2009 (stw 231)
- Achim Pfeiffer: Religion und Politik in den Schriften Papst Benedikts XVI. – Die politischen Implikationen des Joseph Ratzinger. Marburg 2007, ISBN 978-3-8288-9227-9
- Dorothee Sölle: Politische Theologie. Stuttgart 1971, erw. Neuaufl. 1982, ISBN 3-7831-0679-6
- Leo Strauss: Naturrecht und Geschichte. Koehler, Stuttgart 1956.
- Leo Strauss: Hobbes’ politische Wissenschaft. Luchterhand, Neuwied 1965.
- Benjamin Taubald: Anamnetische Vernunft. Untersuchungen zu einem Begriff der neuen Politischen Theologie. Münster 2001.
- Jacob Taubes: Die politische Theologie des Paulus. Vorträge, gehalten an der Forschungsstätte der Evangelischen Studiengemeinschaft in Heidelberg, 23. – 27. Februar 1987, nach Tonbandaufzeichnungen redigierte Fassung von Aleida Assmann. Herausgegeben von Aleida Assmann und Jan Assmann in Verbindung mit Horst Folkers, Wolf-Daniel Hartwich und Christoph Schulte. Wilhelm Fink. München 1993. 2. Auflage 1995. 3., verbesserte Auflage 2003, ISBN 3-7705-2844-1
- Manfred Walter (Hrsg.): Religion und Politik. Zu Theorie und Praxis des theologisch-politischen Komplexes. Nomos, Baden-Baden, 2004, ISBN 3-8329-0818-8
- Ellen Geiser: Wer zählt? Praktisch-theologische Fährten zwischen der Neuen Politischen Theologie und Judith Butler. transcript, Bielefeld 2024, ISBN 978-3-8376-7113-1 (Open access).